# 1876 no desporto

## Eventos

### Futebol
- Fundação do Falkirk Football Club, na cidade de Falkirk (Escócia).
- Fundação do Middlesbrough Football Club, na cidade de Middlesbrough (Inglaterra).

### Xadrez
- 15 a 31 de agosto - Torneio de xadrez da Filadélfia de 1876, vencido por James Mason.[1]

## Nascimentos
| Data           | Nome             | Profissão           | Nacionalidade  | Observações | Ref   |
| -------------- | ---------------- | ------------------- | -------------- | ----------- | ----- |
| 9 de fevereiro | Martin Stixrud   | patinador artístico | Noruega        | m. 1964     | [ 2 ] |
| 29 de março    | Friedrich Traun  | tenista e atleta    | Alemanha       | m. 1908     | [ 3 ] |
| 12 de dezembro | Alvin Kraenzlein | atleta              | Estados Unidos | m. 1928     | [ 4 ] |

## Mortes
| Data | Nome | Profissão | Nacionalidade | Observações | Ref |
| ---- | ---- | --------- | ------------- | ----------- | --- |